# パインブラフ (アーカンソー州)
パインブラフ（英: Pine Bluff）は、アメリカ合衆国アーカンソー州の都市。ジェファーソン郡の郡庁所在地である。人口は4万1253人（2020年）。パインブラフ都市圏の中心都市であり、広域ではリトルロック都市圏に含まれる。
市はアーカンソー・デルタの南東部に位置しており、西にはアーカンソー・ティンバーランズがある。地形は平坦で、デルタ低地の他の地域と同じく周辺には農地が一面に広がっている。市内には多くの川やバイユーが流れている。市の北西に源流があるバイユー・バーソロミューは世界で最も長いバイユーである。他にもパインブラフ湖、ラングホファー湖、そしてアーカンザス川など多くの水域がある。

## 歴史

### パインブラフの始まり
アーカンザス川沿いの地域には様々な文化を持つ先住民が数千年にわたって暮らしてきた。彼らは後の開拓者と同じように川を交通手段や釣りをする場所として用いていた。ヨーロッパ人と出会った時には、数世紀前にオハイオ川の谷から移動してきたクアポー族がこの地域を支配していた。
パインブラフ市はヨーロッパ人によって、背の高い松の林に覆われた堤防の上に設立された。高い土地は毎年起こる洪水を逃れる安全な場所として開拓者に与えられた。クアポー族とフランス人を祖先に持つメティであり、毛皮交易商人、罠師のジョセフ・ブーンは1819年にパインブラフに移り住んだ。
1824年にクアポー族はアメリカと条約を結んだ後、彼らはアーカンソーの全ての土地に対する権利を手放し、多くのアメリカ人開拓者はブーンに加わりはじめた。1829年、トーマス・フィリップスはパインブラフが位置している土地のおよそ半分を獲得した。1829年11月2日、アーカンソー準州議会によりジェファーソン郡が設立され、1830年4月19日から郡として機能し始めた。
1832年8月13日、パインブラフは郡庁所在地に選定された。1832年10月16日、投票により「パインブラフ・タウン」と命名された。パインブラフは1839年1月8日に、郡裁判所の命により法人化された。当時、パインブラフには約50人の住民がいた。1840年代から50年代にかけて、交通網が整備されたことはパインブラフの発展の助けとなった。
アーカンザス川に近接していることから、小さなパインブラフの町は船舶輸送のための港としての役割を果たしていた。蒸気船が導入され輸送方法として主流になると、ニューオーリンズのような下流の都市からも輸送できるようになった。1832年から1838年にかけ、ネイティブアメリカンがアメリカ南東部からミシシッピ川の西側のインディアン準州へと、涙の道の水路を通って強制的に移住させられるのをパインブラフの住民は目撃したであろう。1832年から1858年にかけては、セミノールとブラック・セミノールがフロリダからインディアン準州へと移住するのに際し、パインブラフは駅となった。ブラック・セミノールの伝説的な指導者のジョン・ホースも蒸気船スワン号で1842年に市を訪れた。

### 南北戦争と復興（1861年～1900年）
パインブラフは南北戦争が勃発するまで、綿花の生産で作り上げられた富によって繁栄した。綿花は数百～数千の黒人奴隷を労働力として、大規模な農園で栽培された。1860年の時点で、市はアーカンソー州内で最も奴隷人口の多い都市の一つであり、ジェファーソン郡は綿花の生産では州内で第2位であった。北軍がリトルロックを占領した時、パインブラフの住民のグループはフレデリック・スティール少将に、北軍を町に派遣して占領させ、南軍のゲリラ兵から守るように頼んだ。パウェル・クレイントン大佐率いる北軍の部隊が1863年9月17日に到着し、終戦まで滞在した。
1863年10月25日、南軍のジョン・マーマデューク大佐はパインブラフの戦いで北軍を追い出そうとしたが、兵士と自由民（奴隷解放宣言により自由になった元奴隷）の混成部隊に撃退された。戦争の最終年（1865年）、第1カンザス志願歩兵連隊（主にアーカンソー、ミズーリからの逃亡奴隷で構成された）は、南北戦争においてアフリカ系アメリカ人の連隊で初めて戦闘に参加した。連隊はパインブラフの防御のために派遣され、最終的には1865年10月1日にパインブラフで除隊された。
北軍により、パインブラフには多くの難民や1863年に出された奴隷解放宣言で解放奴隷となった黒人が呼び込まれた。北軍は市にコントラバンドのキャンプを建設し、逃亡奴隷や難民を収容した 。戦後、解放奴隷たちはアメリカ宣教師協会とともに黒人教育のための学校創設に協力した。彼らは南部の方により読み書きの勉強が禁止されていた。大人も子供も熱心に勉強を始めた。1872年9月、ジョゼフ・C・コービン教授は黒人大学として、アーカンソー産業大学の分校を創設した。アーカンソー州で初の黒人向けの公的教育機関として創設されたこの学校は、現在はアーカンソー大学パインブラフ校となっている。
パインブラフや周辺地域は、敗戦の余波や奴隷制・搾取のトラウマに苦しみ続けた。復興は最初の頃は緩やかであった。鉄道の建設は市場へのアクセスを改善し、また綿花のプランテーションが再開したことにより生産が増加し、経済が回復し始めた。鉄道が初めてパインブラフまで開通したのは1873年12月であった。同年、市で最初の公共事業会社であるパインブラフ・ガス社が設立され、石炭からガスを生産し、供給した。州の経済は綿花栽培や農業に深く依存しており、19世紀には景気の落ち込みに苦しめられた。
1870年代以降は個人財産が増加し、地域の指導者はメインストリートの西側にビクトリア様式の家を建設した。一方で黒人にとっては、進歩と課題が混ざった厳しいレコンストラクション時代であった。黒人の大半は共和党に加入し、州議会下院に選出された黒人もいた。銀行、バー、理容店など、黒人による事業も展開された。しかし1866年、難民キャンプで口論が起き、24人の黒人が木から吊るされた状態で発見されたという、アメリカ史上でも最悪の規模の私刑が行われた。
レコンストラクション時代に黒人と白人との間の社会的緊張が高まり、黒人男性へのリンチ事件が多く発生した。1889年にはアーミスタッド・ジョンソン、1892年にはジェファーソン郡裁判所正面でジョン・ケリーとギルバート・ハリスが、数百～数千の白人の集団から激しく、厳しい処刑を受けた。ケリーは無実だと弁解したにもかかわらず、裁判もされなかった。怒った群衆は、断固として刑務所に移送しようとした警官から彼を引き戻そうとした。観衆は彼が吊るされ、ハチの巣にされるのを目撃した。同年、州は人頭税を改正し、多くの黒人と貧しい白人から投票権を剥奪した。1891年の選挙法で、すでに投票権が厳しくなり、選挙人名簿に登録された人数も減っていた。民主党の一党制になってその力は強固なものとなり、19世紀末には多くの黒人の間で厳しい雰囲気が広がっていた。民主党は人種差別政策やジム・クロウ法を押し付けた。
ヘンリー・マクニール・ターナー司教は「バック・トゥ・アフリカ」運動を起こし、多くの黒人住民がチケットを購入し、移住の情報を探した。アーカンソーでは650人が西アフリカのリベリアへと出発し、また他の州からもさらに多くの黒人が移住した。アーカンソーの移民の大半は、黒人が多数を占めるジェファーソン郡、セントフランシス郡、プラスキ郡、ポープ郡、コンウェイ郡からやって来た
。
歴史家のジェームズ・レスリーによれば、パインブラフは1880年代に「黄金時代」に突入した。綿花の生産と河川交通を用いた商業は市に産業や公的機関、住民を引き寄せ、1890年までには州内で3番目の規模の都市に成長した。電話システムは1883年3月31日に供用開始された。
事業で富を得た自由民のワイリー・ジョーンズは、1886年10月にラバに引かせる路面電車を建設した。電灯や電力、給水施設は1887年に完成した。1912年にはよりしっかりとした電灯や給水施設が整備された。1880年代と1890年代を通じて、地域の木材産業の成長によっても景気の拡大が刺激させられた。

### 世界恐慌 （1900年～1941年）
アーカンザス川沿いに位置しているパインブラフは、河川交通や交易に頼っていた。市の指導者たちは、川の本流が市から離れることを危惧していた。アメリカ陸軍工兵司令部は市の向かい側に堤防を建設し、川の流れを市の近くに保とうとした。後の洪水で、本流は市から離れ、小さな三日月湖（後にパインブラフ湖に発展する）が残された。河川交通が減退しても、川は郡の一部分と他の部分との障害であった。地域で多くの議論がなされた後、増税を伴う債券の発行によって、郡はフリー・ブリッジを1914年に開通させた。これにより、郡は初めて永続的に統合された。
パインブラフの黒人は1891年から1892年にかけて公民権を剥奪され、政治から排除された。しかし彼らは権利のために取り組みを続けた。1903年に一連のジム・クロウ法の一部として制定された路面電車隔離法に抗議するため、リトルロックやホットスプリングスでの路面電車のボイコットをしている活動家に参加した。しかし変化を成し遂げることはできなかった。
市の商業地域では急速に経済が成長した。1904年に完成したメソニック・ロッジは、当時パインブラフで最も高い建物であった。1912年に完成したホテル・パインズは、手の込んだ大理石のインテリアとクラシカルなデザインを備えた、アーカンソーで最高級のホテルとみなされていた。1924年に建設された、1,500座席を有するセンガー・シアターは州内で最大級の施設で、州で最も大きなパイプオルガンがあった。1914年に完成したドラーウェイ・ロードは、一続きのコンクリート舗装の道路としてはアメリカで最長を誇っていた。1922年2月18日には州で最初のラジオ局（WOK）がパインブラフで放送を開始した。
2回の自然災害によって地域の経済は壊滅的な打撃を受けた。1927年のミシシッピ大洪水は100年に1度の規模であった。堤防が決壊し、ジェファーソン郡北部、南東部の大半は浸水した。1930年には深刻な干ばつが発生のために不作に陥り、世界恐慌による経済情勢の悪化にさらなる拍車をかけた。パインブラフの住民は生き残るために奮闘した。1930年、市の大きな銀行が2行倒産した。
パインブラフとアーカンソー州南東部の町との間での流通を促進するため、1920年代後半から1930年代にかけて州の高速道路が建設された。1933年にフランクリン・ルーズベルト大統領が就任した後、地方の自治体に利益をもたらすために、彼は多くの政府プログラムに着手した。公共事業促進局（WPA）などによる公共事業で、パインブラフには新しい学校やサッカースタジアム、市内初のレクリエーション施設であるオークランド・パークなどが整備された。農業の多様化も奨励され、郡は1936年に家畜の飼育場を建設した。
1936年から1938年には、WPAは連邦作家計画を通じて、かつての奴隷についての口述歴史を収集・出版する計画を開始した。作家たちは南部のあらゆる場所に出向き、かつての奴隷にインタビューをした。彼らのほとんどは、南北戦争時にはまだ子どもだった。アーカンソーの奴隷人口は近隣のディープサウス諸州よりも少なかったが、アーカンソーの住民は他の州よりも多くの（約780）口述歴史を提供した。パインブラフやジェファーソン郡の黒人住民は、州内の他のどの市・郡よりも奴隷についてのインタビューに貢献した 。市は貴重な口伝の奴隷体験記の資料を編纂する役割を果たした。
1933年に発生したミシシッピ川の洪水の間に、カントリー歌手のジョニー・キャッシュは市から避難した。

### 第二次世界大戦と経済の多様化（1941年～1960年）
第二次世界大戦によってパインブラフの農業、林業、鉄道を重視した経済は徹底的に変えられた。空軍はグライダー・フィールド空港とパインブラフ航空学校を建設し、アメリカ陸軍航空隊の士官候補生に飛行訓練を積ませた。275機の飛行機が758人のパイロット候補生のために一度に使われた。学校が閉鎖された1944年10月まで、およそ9,000名のパイロットがトレーニングを受けた。
陸軍は1941年12月2日、市の北部に15,000エーカー（61km2）の土地を購入し、パインブラフ兵器工場を着工した。兵器工場と飛行場はパインブラフの経済を工業と農業が混ざった、より多角化したものに変えた。1940年代後半には中小企業が増え、産業基盤が強固になった。朝鮮戦争に関連した防衛費の増加は1950年以降経済を安定させる要因になった。
1953年12月、パインブラフを拠点とするテレビ局であるKATVは、アーカンソーで初のVHF放送を始めた（UHF放送は数か月前に始まっていた） 。1957年、リチャード・アンダーソンは市の北部にクラフト紙工場を建設すると発表した。インターナショナル・ペーパー社はその後間もなく、市のキロメートル東側に工場用地を購入した。翌年、まだ若かったキング牧師はアーカンソーAM＆N大学（現在のアーカンソー大学パインブラフ校）の卒業式で学生に演説をした。

### 現代（1960年～現在）
1960年代にはボイコットやデモ活動などを通じて公民権運動の機運が高まり、黒人は公共施設や仕事での差別を終わらせることを求めた.。これに対して暴力で応酬する白人もおり、デモを攻撃した。1963年には市内の黒人の教会が爆破された。デモ参加者の何人かは撃たれた。地域の指導者は休むことなく働き、時には変化をもたらすためにディック・グレゴリーやストークリー・カーマイケルなどの有名人に協力を求めた。黒人のさらなる政治参加が可能になり、選択的購買運動や学生による抗議が起こった。地域の白人のビジネスリーダーは否定的で不利なメディアの描写を避け、国内メディアに働きかけて公共施設を改修するように求めた。
1960年代から1970年代にかけ、民間・公の大規模な建設が地域で計画された。ジェファーソン病院（現在のジェファーソン地域メディカルセンター）、アーカンザス川でのマクレラン＝カー河川航行システムのためのダム、パインブラフ・コンベンションセンター、パインブラフ・リージョナル・パーク、さらに2つの工業団地や複数の教会が建設された。ジェファーソン・スクエアは市で初の主要なショッピングセンターとして建設された。
1980年代と1990年代にも、多くの重大な建設プロジェクトが行われた。パインブラフ・シビックセンターに日本庭園を取り入れた市議会議員のベニー・スカリオンに因み、ベニー・スカリオン・パークが建設された。悲しいことに、市は庭園を維持せず、小さな銘板のみが残された。1980年代後半、市内初の大型ショッピングセンターのザ・パインズが市の東部に建設された。州南東部から多くの買い物客が呼び寄せられた。
1990年代で最も重要な建設プロジェクトは、州間高速道路530号線の一部に指定された南バイパスであった。さらに、高速道路、第4ロック＆ダムを渡る橋が完成し、ジェファーソン郡北西部の農業地帯とパインブラフとが繋がり、パインブラフから放射状に広がる交通網が形成された。1994年には民間のマッチング・グラントを通じて、アーカンソー南東部サイエンス・センターがダウンタウンに建設された。パインブラフ・ダウンタウン開発局は観光客を増加させるために、歴史的な壁画のプロジェクトを始めた。
2000年、4,000m2の広さを持つドナルド・W・レイノルズ・コミュニティ・サービスセンターが完成した。2005年には、カール・レダスが市で初めて黒人として市長の座に就いた。アーカンソー大学パインブラフ校は300万ドルをかけて、ダウンタウンに起業支援施設を開設した 。ダウンタウンのパインブラフ湖岸には、200万ドルをかけて新たなファーマーズマーケットがオープンした。

## 地理
アメリカ合衆国国勢調査局によると、市域全面積は46.8平方マイル (121 km2)、で、このうち陸地は45.6平方マイル (118 km2)、水域は1.2平方マイル (3.1 km2)、水域率は2.65%である。
パインブラフはアーカンザス川沿いにあり、川に沿ってそびえ立つ崖から市名が名付けられた。市内にはパインブラフ湖、ラングホファー湖があり、どちらもかつてのアーカンザス川の流路である。市内を流れるバイユー・バーソロミューは、ミシシッピ沖積平野（またはアーカンソー・デルタ）とアーカンソー・ティンバーランズの境界線になっている。
周辺地域を囲む一連の堤防やダムは、洪水を調節し、川の流路が移動することを防いでいる。パインブラフからルイジアナ州ヴェニスまで伸びる約610㎞の堤防は、単一の堤防としては世界最大級である。

### 大都市統計地域
国勢調査局によって定義されているジェファーソン郡、クリーブランド郡、リンカーン郡の3郡で構成される大都市統計地域の中で、パインブラフは最大の都市である。2000年の国勢調査では、パインブラフ大都市統計地域の人口は107,341人であった。2007年には101,484人に減少した。2000年から2007年にかけて、アーカンソー州の大都市統計地域では最も人口が減少した。パインブラフはまた、2014年の国勢調査で902,443人の人口を数えたリトルロック・パインブラフ広域都市圏の一部も構成している。

### 気候
| パインブラフの気候     | パインブラフの気候 | パインブラフの気候 | パインブラフの気候 | パインブラフの気候 | パインブラフの気候 | パインブラフの気候 | パインブラフの気候 | パインブラフの気候 | パインブラフの気候 | パインブラフの気候 | パインブラフの気候 | パインブラフの気候 | パインブラフの気候 |
| 月                     | 1月                | 2月                | 3月                | 4月                | 5月                | 6月                | 7月                | 8月                | 9月                | 10月               | 11月               | 12月               | 年                 |
| ---------------------- | ------------------ | ------------------ | ------------------ | ------------------ | ------------------ | ------------------ | ------------------ | ------------------ | ------------------ | ------------------ | ------------------ | ------------------ | ------------------ |
| 平均最高気温 °F （°C） | 51 (11)            | 56 (13)            | 65 (18)            | 75 (24)            | 82 (28)            | 89 (32)            | 92 (33)            | 91 (33)            | 85 (29)            | 76 (24)            | 64 (18)            | 54 (12)            | 73.3 (22.9)        |
| 平均最低気温 °F （°C） | 30 (−1)            | 33 (1)             | 42 (6)             | 51 (11)            | 60 (16)            | 68 (20)            | 71 (22)            | 70 (21)            | 63 (17)            | 51 (11)            | 42 (6)             | 33 (1)             | 51.2 (10.9)        |
| 降水量 inch （mm）     | 3.8 (97)           | 4.4 (112)          | 5.1 (130)          | 5.0 (127)          | 5.3 (135)          | 4.2 (107)          | 4.0 (102)          | 3.7 (94)           | 3.8 (97)           | 4.1 (104)          | 4.6 (117)          | 5.5 (140)          | 52.4 (1,331)       |
| 出典：                 |                    |                    |                    |                    |                    |                    |                    |                    |                    |                    |                    |                    |                    |

## 人口動態
以下は2010年国勢調査 による人口統計データである。
| 基礎データ - 人口: 49,083人 - 世帯数: 18,071 世帯 - 家族数: 11,594 家族 - 人口密度: 172.5人/km2（447.1人/mi2） - 住居数: 20,923 軒 - 住居密度: 476.5軒/km2（1,234.2 軒/mi2） 人種別人口構成 - 白人: 21.8% - 黒人・アフリカン・アメリカン: 75.6% - ネイティブ・アメリカン: 0.2% - アジア人: 0.63% - 太平洋諸島系: 0.01% - その他の人種:0.68% - 混血: 1.1% - ヒスパニック・ラテン系: 1.5% 年齢別人口構成 - 18歳未満: 25.5% - 18-24歳: 13.4% - 25-44歳: 24.3% - 45-64歳: 24.4% - 65歳以上: 12.4% - 年齢の中央値: 33.4歳 - 性比（女性100人あたり男性の人口） - 総人口: 90.6 - 18歳以上: 85.6 | 世帯と家族（対世帯数） - 18歳未満の子供がいる: 28.8% - 結婚・同居している夫婦: 31.3% - 未婚・離婚・死別女性が世帯主: 27.7% - 非家族世帯: 35.8% - 単身世帯: 31.3% - 65歳以上の老人1人暮らし: 10.6% - 平均構成人数 - 世帯: 2.49人 - 家族: 3.14人 収入と家計 - 収入の中央値 - 世帯: 30,415 米ドル - 家族: 39,993米ドル - 性別 - 男性: 38,333米ドル - 女性: 28,936米ドル - 人口1人あたり収入: 17,334米ドル - 貧困線以下 - 対人口: 24.3% - 対家族数: 30.6% - 18歳以下: 45.6% - 65歳以上: 13.7% |

## 経済
農業がパインブラフの経済を支える大黒柱である。ジェファーソン郡はアーカンザス川盆地の肥沃な農業地帯の中心部に位置する。主な作物は綿花、大豆、米などで、さらにウシ、家禽の飼育、製材、ナマズ類の漁業も行われる。地域の主要な産業は、木綿の加工や綿実油の生産、製紙・製材、線材製品の生産、家禽の飼育、変圧器の生産、金属加工などである。
地域の主要な雇用主はジェファーソン・リージョナル・メディカルセンター、シモンズ・ファースト・ナショナル社、タイソン・フーズ、エバーグリーン・パッケージング、パインブラフ兵器工場、ユニオン・パシフィック鉄道等である。
2009年、パインブラフは雑誌『フォーブス』の、アメリカで最も貧しい10の都市にリストアップされた。

## 行政

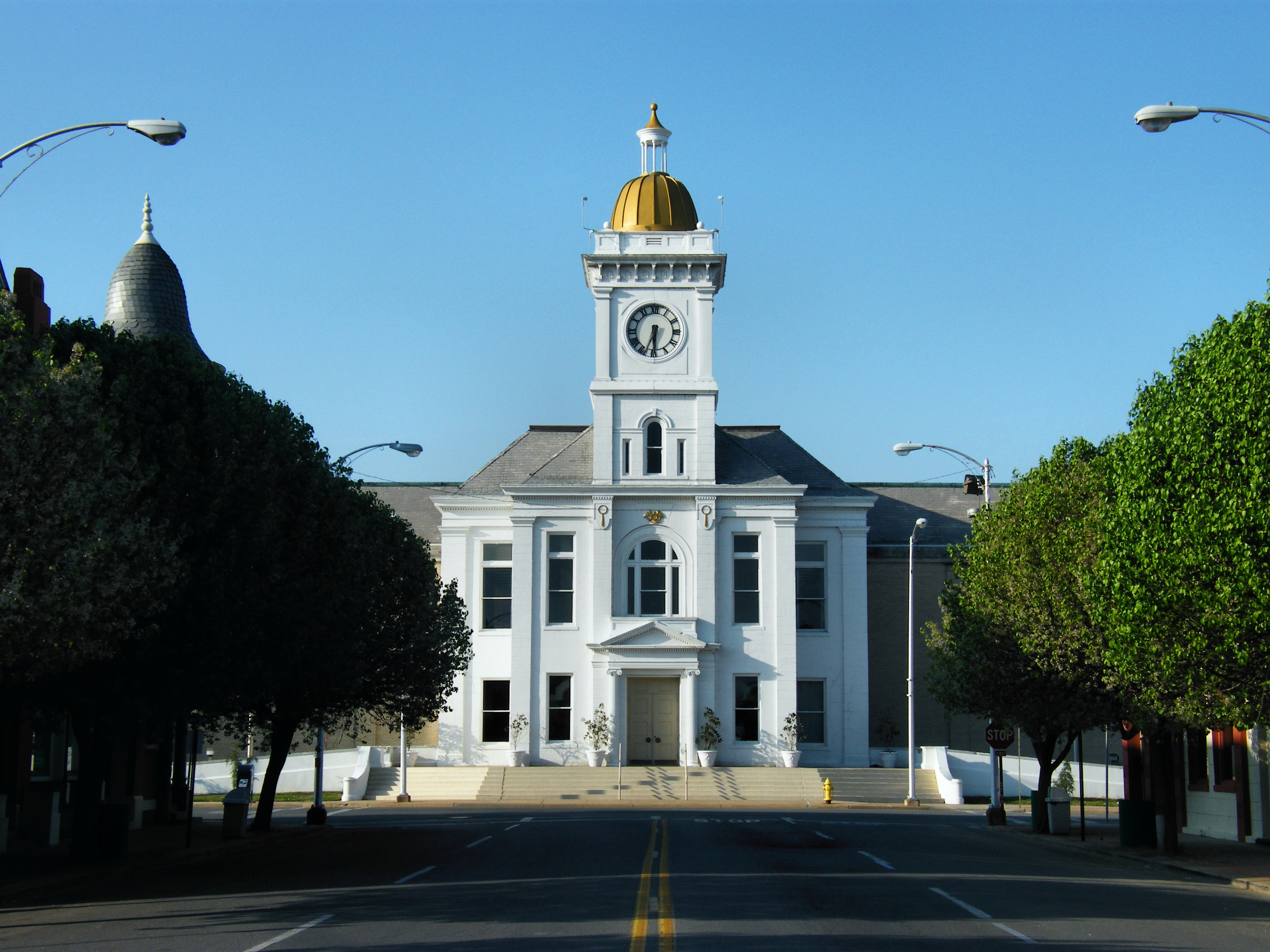
ダウンタウンにあるジェファーソン郡裁判所

パインブラフ市は市長－議会制で統治されており、市長、法務官、書記、財務官は全て全市から選挙で選ばれる。パインブラフ市議会は市の立法機関であり、定数は8人で、市を4つの選挙区に分けてそこから2人ずつ選出される。議員の任期は4年間で、選挙は2年毎に行われ各選挙区から1人ずつ改選される。市議会は特別の事情がある場合を除き、毎月第1・第3月曜日に開催される。
市にはジェファーソン郡の郡庁所在地として、郡政府のすべての機能を持つジェファーソン郡裁判所がダウンタウンにある。

## 犯罪
2013年、CNNMoneyはパインブラフを「最も早く縮小している7つの都市」にリストアップした。記事によると、都市圏の人口の3分の1は貧困線以下で生活し、市の犯罪率はデトロイトに次いで2位であった。

## 芸術・文化
パインブラフ・コンベンションセンターは州で最大級のイベント施設である。芸術・科学センターでは演劇やワークショップを行っており、子どもも大人も楽しめる。他の見どころとしては、ダウンタウンにある市の歴史を描いた壁画、パインブラフ・ジェファーソン郡歴史博物館、アーカンソー鉄道博物館、アーカンソー・エンターティナー栄誉殿堂などがある。
パインブラフのレジャースポットは、ウォータースポーツや州内でも最上級の漁場となっているアーカンザス川でのバス釣り、さらにゴルフやテニスまで幅広い。毎年30から35のバス釣りトーナメントが開催されており、パインブラフ・ジェファーソン郡地域公園は「世界のバスの首都」という異名を持つ。マイク・ハッカビー・デルタ・リバーズ・ネイチャーセンターでは、デルタ地帯の動物が数多く展示されている。

### 毎年開催されるイベント
- ハーバー・シティ・ガンボ・フェスティバル
- スモーク・オン・ザ・ウォーター・バーベキュー・フェスティバル
- Enchanted Land of Lights and Legends
- UAPBホームカミング
- ブー・オン・ザ・バイユー・ハロウィン・セレブレーション

## 教育
アーカンソー大学パインブラフ校（UAPB）は州内で2番目に歴史のある公立の教育機関である。大学には州内で唯一で、全米でも数少ない養殖の研究プログラムを実施している。大学内には大学博物館と文化センターがあり、大学やアーカンソー・デルタの歴史を保存している。
パインブラフの教育施設は充実している。パインブラフ教育学区にはマグネット・スクールの小学校があり、算数、科学、外国語、コミュニケーション、芸術といった特定の分野に力を入れている。ワトソン・チャペル学区、ドラーウェイ学区もまた、市内にの多数の私立学校を管轄している。
パインブラフ・ジェファーソン郡図書館システム は広範囲に及ぶ系統の収集物を保有している。obituary index ではパインブラフ・コマーシャル紙の死亡記事を閲覧できる。アーカンソー州の統計データや デジタルコレクション もあり、アーカンソー州南東部の郡や市についての記録が多い。図書館の分館は市のワトソン・チャペル地域や、ホワイトホール市、レッドフィールド市、アルテイマー市にもある。

### 大学
- アーカンソー大学パインブラフ校
- サウスイースト・アーカンソー大学

### 公立学校
- パインブラフ教育学区 - パインブラフ高校など
- ドラーウェイ教育学区 - ドラーウェイ高校など
- ワトソン・チャペル教育学区 - ワトソン・チャペル高校など
- ホワイトホール教育学区（一部） - ホワイトホール高校など

### 私立学校
- リッジウェイ・クリスチャン・スクール
- マラナタ・バプティスト・アカデミー
- パインブラフ・クリスチャン・アカデミー

## 交通

### 高速道路
| - 州間高速道路530号線 - アメリカ国道63号線 - アメリカ国道65号線 - アメリカ国道79号線 - アメリカ国道270号線 - アメリカ国道425号線 | - アーカンソー州道15号線 - アーカンソー州道54号線 - アーカンソー州道81号線 - アーカンソー州道190号線 - アーカンソー州道365号線 |

市内からは国道と州道が5本ずつ放射状に広がっている。州間高速道路530号線（以前は国道65号線の一部）は、リトルロックとパインブラフを結んでいる。市内のどの地点からも40分以内で州間高速道路530号線にアクセスできる。

### 航空
民間航空機による旅客サービスを行っている最寄りの空港は、リトルロックのクリントン・ナショナル空港（リトルロック・ナショナル空港、アダムズ・フィールドとも）である。市内からは州間高速道路530号線を通って車で40分ほどの距離である。空港にはアメリカン航空、デルタ航空、フロンティア航空、サウスウエスト航空、ユナイテッド航空が就航している。
パインブラフ市営のグライダー・フィールドは市の南東6キロメートルに位置している。空港は法人、また一般の航空機の拠点となっている。チャーター便や航空救急、貨物輸送も利用されている。

### バス
市所有のパインブラフ・トランジットは平日に6路線のバスを運行している。各路線は公共施設、病院、教育機関、ショッピングセンターなどに停車する。2台のバスの側面にはアーカンソー大学パインブラフ校の広告が描かれている。

### 鉄道
ユニオン・パシフィック鉄道が運行する貨物路線が市内を通過している。

## インフラ

### 矯正施設
1972年、パインブラフ市と実業界のリーダーらによるグループ「Fifty for the Future」は32ヘクタールの土地をアーカンソー矯正局（ADC）に寄付した。
1979年からはADCの本部が市内のパインブラフ・コンプレックスに移転し、ハーディング・アベニューにはイースト館がある。パインブラフ・コンプレックスの中にはDiagnosticユニット、パインブラフ・ユニット、ランドール・L・ウィリアムズ・ユニットがある。

### 上水道
アルゴンキン・パワー＆ユーティリティーズの子会社で、非公開会社のリバティ・ユーティリティーズ（旧ユナイテッド・ウォーター）は飲料水の供給と、パインブラフ市周辺での配水システムを管理している。1942年からパインブラフ市とアーカンソー水道会社との間で協定が締結された。その後買収・合併されリバティ・ユーティリティーズとなった。スパルタ帯水層に掘った12か所の井戸から汲み上げられた水は3つの浄水場へ送られる。1日あたり最大で7,600万リットルの水を生産できる。各プラントでは、前塩素処理、曝気、濾過、残留塩素の除去の順に処理が行われる。塩素とともにヘキサフルオロケイ酸とリン酸亜鉛も加えられる。その後約18,000人に水が供給される。アーカンソー保健局が2013年に行った水源の脆弱性アセスメントでは、市の上水道の汚染に対する影響の受けやすさは中程度と判断された。

### 下水道
パインブラフ下水道は、市が所有する下水の集約・運搬システムの維持管理を行っている。720㎞に及ぶ水道管や48か所のポンプ場がこれに含まれ、家庭や工場からの廃水はボイド・ポイント処理場に集められる。処理場ではアーカンソー環境基準局の許可に従って水を処理し、排水する。処理場は2010年に改修され、1日に最大1.1億リットルの水を排水することが可能になった。
処理場は全国下水道庁協会からその処理能力を表彰された。2014年3月のコンプライアンス点検では、過去3年間に違反行為はみられなかった。

## 著名な出身者
- ビル・カー - 陸上競技選手（400m）
- チャールズ・エドワード・グリーン - 陸上競技選手（短距離）
- ダラス・ロング - 陸上競技選手（砲丸投）
- ラファイエット・リーバー - バスケットボール選手
- トリー・ハンター - 野球選手
- ドン・ハトソン - アメリカンフットボール選手
- ケネス・ジョンソン - 映画監督
- カミール・キートン - 女優
- メアリー・モーサ - 女優
- ビッグ・ビル・ブルーンジー - ブルース・シンガー
- ボビー・ラッシュ - ブルース・ミュージシャン

## 姉妹都市
- 茨城県坂東市 - 1986年11月9日（旧岩井市と）姉妹都市提携